# Ливада
Лива́да (болг. Ливада) — село в Бургаській області Болгарії. Входить до складу громади Камено.

## Населення
За даними перепису населення 2011 року у селі проживала 281 особа.
Національний склад населення села:
| Національність   | Кількість осіб | Відсоток |
| ---------------- | -------------- | -------- |
| болгари          | 256            | 97,7%    |
| турки            | 5              | 1,9%     |
| інша             | 0              | 0%       |
| Всього відповіли | 262            |          |

Розподіл населення за віком у 2011 році:
Динаміка населення: